# Gezira Sporting Club
Le Gezira SC est un club égyptien de basket-ball appartenant à l'élite du championnat égyptien. Le club est basé sur l'île de Zamalek dans la ville du Caire.

## Palmarès
International
- Vainqueur de la Coupe d’Afrique des clubs champions : 1994, 1996
- Vainqueur de la Coupe arabe des clubs champions : 1993, 2000, 2001

National
- Champion d'Égypte : 1993, 1994, 2001, 2004, 2005, 2006, 2008, 2011, 2014, 2017

## Entraîneurs successifs
- Depuis ? : ?